# Alarm (chanson)
Pour les articles homonymes, voir Alarm.
Singles de Namie Amuro
So Crazy / Come
(2003) All for You
(2004)
Alarm est le 24e single régulier de Namie Amuro sorti sur le label Avex Trax, ou le 26e sous son seul nom en comptant les deux sortis sur le label Toshiba-EMI.
Il sort le 17 mars 2004 au Japon, et atteint la 11e place du classement de l'Oricon. Il reste classé pendant 10 semaines, pour un total de 50 262 exemplaires vendus. Il demeure depuis son single en solo le moins vendu après les deux précédents, Put 'Em Up et So Crazy / Come , et le seul à ne pas s'être classé dans le top 10. 
La chanson-titre sert de thème musical à une campagne publicitaire pour la marque Mandom Lucido-L, et figurera sur l'album Queen of Hip-Pop.

## Titres
| 1. | ALARM                 | 4:16 |
| 2. | STROBE                | 4:41 |
| 3. | ALARM (Instrumental)  | 4:16 |
| 4. | STROBE (Instrumental) | 4:37 |

Auteurs
- Alarm : Jusme, Monk
- Strobe : Jusme, Monk